# Sesamia hemisparacta
Sesamia hemisparacta är en fjärilsart som beskrevs av Alfred Ernest Wileman och Reginald James West 1929.
Sesamia hemisparacta ingår i släktet Sesamia och familjen nattflyn. Inga underarter finns listade i Catalogue of Life.